# المواجل (الرضمة)

تعديل مصدري - تعديل

المواجل محلة تابعة لقرية النجد الأحمر، التابعة لعزلة كحلان بمديرية الرضمة إحدى مديريات محافظة إب في الجمهورية اليمنية.، بلغ تعداد سكانها 87 حسب تعداد اليمن لعام 2004.